# Elda med höns
Elda med höns är ett svenskt proggband och namnet på deras första album från 1975.

## Diskografi

### Elda med höns
Skivomslaget föreställde en tändsticksask av märket Three Stars, fast med texten "three stars" och "safety matches" utbytt mot "Elda med höns". Swedish Match uppskattade inte detta och man fick då klistra över omslagen med en ny bild på tändsticksasken, på vilka det bara stod "Elda med höns".

### Låtar
Sida A
1. "Öka farten" (4:11)
2. "Ålderdomen" (5:59)
3. "Jagad" (6:18)
4. "Tango Eau de Vie" (2:39)
5. "Tisken By Night" (3:09)

Sida B
1. "Sång från Holmtorget" (6:42)
2. "Idolen från byn" (5:55)
3. "Höga klackar" (3:57)
4. "Nere vid kiosken" (4:54)